# یونکرسلان
یونکرسلان (به هلندی: Jonkersland) یک منطقهٔ مسکونی در هلند است که در اپسترلاند واقع شده‌است. یونکرسلان ۲۹۶ نفر جمعیت دارد.